# سیارک ۱۵۸۸۷
سیارک ۱۵۸۸۷ (به انگلیسی: 15887 Daveclark، نامگذاری:1997ER26) پانزده هزار و هشتصد و هشتاد و هفتمین سیارک کشف شده‌است که در ۴ مارس ۱۹۹۷ کشف شد.
قدر مطلق سیارک برابر ۲۱.۴ است.